# Баш-Гёйнюк
Баш-Гёйнюк (азерб. Baş Göynük) — село и муниципалитет в Шекинском районе Азербайджана. Является самым крупным по численности сельским населённым пунктом в Шекинском районе.

## География
В Шекинском районе имеются два населённых пункта с похожим названием: Ашагы-Гёйнюк и Баш-Гёйнюк. Первый находится на трассе из Шеки в Гах. Что касается Баш-Гёйнюка, то он расположен в 30 км к северо-западу от районного центра, у подошвы Главного хребта, на левом берегу реки Шин (приток Айричая).
Его соседями с одной стороны является селение Баш-Шабалыт, а с другой (через реку Шин) — селения Баш Лайски, Джунут, а также рутульская деревня Шин.

## Этимология
В «Армянской географии VII века» отмечены племена хенок, хенуки, хенуты (гениохи античных авторов) и советско-азербайджанский историк С. Ашурбейли писала, что от этих упомянутых в географии племён «получили своё название селения Баш Гёйнюк и Ашага Гёйнюк в Шекинском районе».
Упомянутых хенуков разные исследователи связывали с какой-либо из современных кавказоязычных народностей. А. П. Новосельцев, например, писал, что «хенуки (хенуты)… очевидно, хиналугцы». Р. М. Магомедов, считал, что хеноки — это рутульцы. По другой версии, хенуки являются предками гинухцев. По имеющимся историческим данным в данном селении зафиксированы тюркоязычные «татары» (азербайджанцы), а не какая-либо из кавказоязычных народностей.

## История
В начале XIX века Восточное Закавказье стало частью Российской империи. Высочайшим указом от 14 декабря 1846 года была образована Шемахинская губерния, просуществовавшая до 1859 года, пока она не была переименована в Бакинскую.
В «Кавказском календаре» на 1856 год даётся перечень населённых пунктов Шемахинской губернии и среди них упоминается селение под названием просто Гюйнюк (ﻛﻮﻳﻨﻚ), которое относилось к Гюйнюкскому магалу данной губернии. Кроме того, согласно приведённым календарём сведениям, указанный Гюйнюк населяли «татары»-сунниты (азербайджанцы-сунниты), которые между собой говорили по-«татарски» (по-азербайджански).
Селение с названием Баш-Гёйнюк мы встречаем в дореволюционной литературе последующих лет. В рамках русской дореволюционной орфографии оно писалось как Баш-Гюйнюкъ, Баш-Гейнюкъ или Башъ-Гейнюкъ.
Высочайшим указом «О преобразовании управления Кавказского и Закавказского края» от 9 декабря 1867 года учреждалась Елизаветпольская губерния, в состав которой вошли некоторые уезды Бакинской губернии. В последующем Баш-Гёйнюк числился в составе Нухинского уезда данной губернии. В 1880-х годах 2 населённых пункта (Баш-Гёйнюк и Баш-Шабалут) составляли Баш-Гюйнюкское сельское общество. В начале XX века Баш-Гейнюкское общество (так в тексте) включало эти же два населённых пункта.
В результате ливневого селевого потока по руслу реки Шин, случившегося в августе 1910 года, было уничтожено 130 усадеб Баш-Гейнюка и погибло 380 человек.
После образования Азербайджанской ССР уездная система сохранялась вплоть до 1929 года. По состоянию на 1921 году Баш-Гейнюкское сельское общество включало 5 населённых пунктов (Ашага-Шабелут, Баш-Гейнюк, Баш-Лайски, Баш-Шабалут и Шин с кишлагами).
В апреле 1930 года в Баш-Гёйнюке началось Шекинское антисоветское восстание.
8 августа того же года в составе Азербайджанской ССР был образован Нухинский район, который Указом от 15 марта 1968 годы был переименован в Шекинский район.
На 1 января 1961 года 6 населённых пункта (Баш Гёйнюк, Дашюз, Баш Лайски, Джунут, Шин и Баш Шабалыт) входили в состав Башгёйнюкского сельского Совета (сельсовета) Нухинского района, а на 1 января 1977 года Баш-Гёйнюкский сельсовет (так в тексте) состоял только из 3 населённых пунктов (Баш Гёйнюк, Баш Шабалыт и Джумай) Шекинского района.

## Население
Материалы посемейных списков на 1886 год дают ценный материал не только о численности, этническом и конфессиональном составе Баш-Гёйнюка, но а также о сословном делении общества. Согласно этим материалам, в Баш-Гёйнюке насчитывалось 652 дыма и 5,084 человека (2,889 мужчин и 2,195 женщин) и все «татары»-сунниты (азербайджанцы-сунниты). Население состояло из 5,009 крестьян на казённой земле (2,851 мужчина и 2,158 женщин; 643 дыма), 49 беков (27 мужчин и 22 женщины), 21 представителя суннитского духовенства (8 мужчин и 13 женщин) и 5 мещан (3 мужчины и 2 женщины).
Согласно сведениям по камеральному описанию 1874 года население Баш-Гёйнюка состояло из 2,892 «татар» (азербайджанцев), которые являлись мусульманами-суннитами. В Энциклопедическом словаре Брокгауза и Ефрона (1891) давалась следующая информация: «Баш-Гейнюк… жит. обоего пола 5084, исключительно азербайджанские татары, магометане-сунниты, дворов 652».
По данным же «Кавказского календаря» на 1904 год, опирающихся на данные статистических комитетов Кавказского края, в Баш-Гёйнюке было уже 6,660 жителей.
Тот же этнический состав приводит «Кавказский календарь» на 1910 год, по данным которого в этом селении за 1908 год проживало 5,840 человек. Всё то же самое (общая численность и этнический состав) повторяется в Памятной книжке Елисаветпольской губернии на 1910 год и Русской энциклопедии (1911), но только Памятная книжка также отмечает здесь 636 дыма, а по половому составу 3,433 мужчины и 2,407 женщин.
Последующие выпуски «Кавказских календарей» на 1915 и 1916 годы показывают здесь «татар» (азербайджанцев) по народности и фиксируют здесь 4,990 человек.
Согласно результатам Азербайджанской сельскохозяйственной переписи 1921 года Баш-Гёнюк Нухинского уезда Азербайджанской ССР населяли 3,687 человек, преимущественно тюрки-азербайджанцы, а само население состояло из 1,974 мужчин (из них 70 грамотных) и 1,713 женщин (из них 5 грамотных), при этом 16 человек отсутствовало (из них 8 находились в Красной армии). По состоянию на 1976 год численность населения деревни составляла 5,616 человек.

## Известные уроженцы
В селе Баш-Гёйнюк родились Махмудов, Ягуб Микаил оглы — научный и политический деятель, доктор исторических наук, бывший директор Института истории имени Аббас-Кули-аги Бакиханова Национальной академии наук Азербайджана, действительный член Национальной академии наук Азербайджана (НАНА), экс-депутат Милли Меджлиса (парламент) Азербайджана и Мамедов, Ибрагим Гариб оглы — азербайджанский химик, доктор химических наук.